# Struktur (Soziologie)
Als Struktur gelten in der Soziologie Größen und gestaltende Kräfte, die zwischen Akteuren wie beispielsweise Bevölkerungsgruppen vermitteln. Die Struktur wird meist als Grundlage sozialen Handelns verstanden, wobei davon ausgegangen wird, dass sie Kontingenz (Wahlfreiheit beim Handeln) begrenzt oder auflöst und die Ursache für sich wiederholende Handlungsmuster und die Verteilung von Macht ist.

## Grundlegendes

### Handlungs- und Interaktionsstrukturen
Die Struktur ist nach Ansicht vieler Soziologen omnipräsent und soziale Prozesse spielen sich in verschiedenen, für die Soziologie relevanten Handlungs- und Interaktionsstrukturen ab. Der Strukturbegriff ist vor allem eine Reaktion der Soziologie auf komplexe Geschehnisse, an denen eine Vielzahl verschiedener Personen mitwirkt und die sich nicht allein anhand der Menge von einzelnen Interaktionen zwischen diesen Personen beschreiben lassen, aber dennoch relativ stabil ablaufen und somit durch den Begriff der Struktur in einen größeren Kontext gestellt werden. Die Struktur überbrückt zeitliche und räumliche Distanzen zwischen einzelnen Handlungen und grenzt von vornherein die möglichen Handlungsverläufe und daraus ergebende Handlungskonsequenzen ein. Sie ist damit einzelnen Handlungen vorgeordnet, wird aber nach Ansicht der meisten soziologischen Theorien gerade von zusammenhängenden Interaktionen als ihre Einzelbestandteile konstruiert und ständig reproduziert.

### Sozialstruktur
Mit „Struktur“ kann auch der Bezug auf das „Resultat der Strukturierung einer Gesellschaft“ gemeint sein, die „Gesellschaftsstruktur“ oder „Sozialstruktur“. Laut Bernhard Schäfers umfasst sie die Gesamtheit der sozialen Wirkungszusammenhänge und der relativ dauerhaften Grundlagen einer Gesellschaft und wirkt „auf das Handeln der Menschen orientierend und entlastend, aber auch begrenzend und dominierend“ ein. Die Sozialstruktur bezeichnet hier vor allem die sich aus der jeweiligen Gesellschaftsform ergebende Anordnung ihrer Mitglieder (etwa in Klassen, Schichten oder Milieus). Sozialstruktur beinhaltet auch Einkommens-, Macht- und Prestigeordnungen.

## Rezeptionen des Strukturbegriffs in unterschiedlichen sozialwissenschaftlichen Strömungen
Das Problem strukturalistischer Theorien besteht vor allem darin, dass sich die postulierten Strukturen nicht direkt beobachten lassen. Sie lassen sich lediglich anhand beobachtbarer Interaktionen rekonstruieren. Dabei stellt sich vor allem die Frage, wie Interaktionen und Akteure mit der Struktur verknüpft sind. Viele Theorien haben versucht, auf diese Frage mit dem Konzept der Institution zu reagieren. Institutionen besitzen als Vermittler gesellschaftlicher Konventionen einen Mischcharakter aus Akteurs- und Struktureigenschaften, was es wiederum erschwert, sie nicht einer der beiden Kategorien zuzuordnen. Die Frage nach Strukturen, Institutionen und Akteuren spiegelt die grundsätzlichen Schwierigkeiten von Makro-, Meso- und Mikrosoziologie wider und zieht sich seit Émile Durkheims Werk Die Regeln der soziologischen Methode durch die Soziologie. Beispiele für Strukturkonzepte sind etwa Durkheims Gesellschaftsbegriff, wonach das Individuum der Gesellschaft in seinem Handeln unterworfen ist, die Systeme von Talcott Parsons und Niklas Luhmann oder das soziale Feld Pierre Bourdieus.
In jüngerer Zeit hat der Strukturbegriff vor allem von poststrukturalistischen Soziologien Kritik erfahren, die sich nicht in der Tradition Durkheims sehen. Dazu zählt vor allem die Akteur-Netzwerk-Theorie, die eine soziale Struktur als eigenständige Größe ablehnt. Die Kritik bezieht sich dabei auf die Transzendenz von Struktur, eine fehlende Möglichkeit zu ihrer Beobachtung und der Messung postulierter Grundsätze sowie die Vernachlässigung vermittelnder Elemente vor Ort. Zu diesen zählen technische Einrichtungen, Topografie, d. h. die vorhandenen naturräumlichen Gegebenheiten, oder kommunikative Verknüpfungen zwischen einzelnen Akteuren, die es erst nötig gemacht hätten, die Struktur als erklärende Größe heranzuziehen. Stattdessen schlägt die Akteur-Netzwerk-Theorie vor, soziale Gruppen nicht mehr mit rein menschlichen Versammlungen gleichzusetzen und so das Entstehen komplexer Handlungsmuster über zeitliche und räumliche Entfernungen besser nachvollziehen zu können.